# Druillat

Druillat este o comună în departamentul Ain din estul Franței.